# Chloroclystis permixta
Chloroclystis permixta là một loài bướm đêm trong họ Geometridae.